# Ryrs naturreservat
Ryrs naturreservat ligger på Ryrhalvön i Melleruds kommun nordväst om Köpmannebro i Dalsland. Tack vare den kalkrika lerskiffern finns en artrik flora med en stor mängd sällsynta växter. På Ryrhalvön och på den närliggande Hinnön i Östebosjön finns åtta små naturreservat som består av ett gammalt kulturlandskap med lövlundar, betesmarker, slåtterängar, örtrik barrskog och torrängar. Den mest intressanta floran hittar man på kalkhällarna mer mot Svanefjorden där blodnäva, brudbröd, kungsmynta, fältmalört, vildlin, låsbräken, Sankt Pers nycklar, trollsmultron och fjällväxten hällebräcka växer. På Ryrhalvön häckar också fåglar som göktyta, stare, flugsnappare, rödstjärt fiskgjuse, lärkfalk och brun kärrhök.
Naturvårdsförvaltare är Västkuststiftelsen och området ingår i EU:s ekologiska nätverk av skyddade områden; Natura 2000. 